# جواهر (مسلسل)
جواهر مسلسل بدوي سوري تمثيل مرح جبر، مازن الناطور، عبد الرحمن آل رشي، منى واصف وغيرهم. من إنتاج المركز العربي للخدمات السمعية البصرية - عمان. أول عرض له كان في تلفزيون دبي
تاريخ الإنتاج: 1994

## القصة
يتحدث المسلسل عن قصة حب بين حمد وجواهر، وحمد هو ابن شيخ العشيرة، فيتزوج حمد بجواهر وبعد مرور فترة على زواجهما لا ينجبان أولاد فيقرر أهل حمد تزويجه من فتاة أخرى واسمها زوينة حتى ينجب منها الأولاد.
ولكن بعد خطوبة أهله لزوينة تصبح جواهر حامل فيفرح حمد ولكن شرط جواهر بالعودة إلى حمد هو طلاق زوينة يوافق حمد على طلاق زوينة لكن يتفاجئ قبل الطلاق بثواني أن زوينة حامل...تتنازل جواهر ويعيش حمد مع جواهر وزوينة.... ويتزوج بو حمد (مطلق) وضحى بنت عم جواهر على مزنة.